# کریستیان گیله
کریستیان گیله (انگلیسی: Christian Gille؛ زادهٔ ۶ ژانویهٔ ۱۹۷۹) قایقران کانو اهل آلمان بود.